# Apple Filing Protocol
Apple Filing Protocol（またはAppleTalk Filing Protocol、AFP）は、Appleが開発した、Classic Mac OS / macOSのファイル共有 (AppleShare) のためのプロトコルである。初期はAppleTalkの複数のプロトコルのうちのひとつとして存在した。 AFP 2.2以降ではAppleTalkではなくTCP/IP上で動くプロトコル (AFP over TCP) になっている。AFPに対応しないAPFSが必須となったmacOS Catalina以降ではAFPでの共有機能は実質的に廃止されている。

## 概要
Classic Mac OSやmacOSは、「パーソナルファイル共有」または単に「ファイル共有」の設定を行なえば、AFPサーバとして動作させることができる。ただし、同時接続10ユーザ迄、10ボリューム迄、10フォルダ迄といった制限がある。Classic Mac OSでは別途購入のソフトウェアAppleShareをインストールすることで大規模なAFPサーバとして動作させることができた。macOSの場合は、サーバ版であるmacOS Serverにて大規模AFPサーバを構成できる。
こうしたAFPによるファイル共有のことをAppleShareと呼ぶ場合がある。
Mac OS X v10.5以降ではバックアップのためのソフトウェアTime Machineが追加されたが、これを使ってネットワーク上のドライブにバックアップする場合、通常はAFPが利用されてきた。
Mac以外でもAFPを実装するソフトウェアがいくつかあり、異なるOSとの間でファイル共有を実現することができる。これの具体例に関しては下の「実装例」に記述する。
極めて古いMacはAppleTalkのAFPのみをサポートするため、最近のTCP/IPのみのAFPサーバには接続できない。また、その逆に最近のMacは極めて古いAFPサーバに接続できないという問題がある。しかしながら、AppleTalk自体が過去のものになりつつあるため、近年はさほど問題視されない。
Classic Mac OSのローカルファイルシステムであるHFSやHFS Plusは、独自のファイル属性やリソースフォーク、タイプ/クリエータ等を有しており、Mac OSの仕様変更、仕様拡張と共に進化してきた。AFPもこれと同等の機能を提供するために度重なるバージョンアップを繰り返してきている。
Mac OS 9迄は、AFPがOS標準サポートの唯一のファイル共有サービスであったが、macOSではAFPの他に、SMB (CIFS)、NFS、FTP、WebDAVといったさまざまなファイルサービスも利用できるようになった。しかし、これらを用いた場合、HFSやHFS Plus独自のメタデータは欠落するか、またはAppleDouble Header Fileとして別ファイルで扱われることになる（このファイル名は「._」で始まる）。このため、AFPはmacOSにとって重要な意味をもつファイル共有プロトコルと言えた。
しかしながら、macOSのSMBのサーバ及びクライアント機能の実装も改良が続けられ、メタデータは代替データストリームとして保存できるようになった。OS X MavericksはSMB2の機能を実装し、AFPよりもSMB2を優先するようになった。NASなどでのTime Machineに関してはAFPのままであったが、APFSを利用するTime MachineではAFPは利用できないためSMBを使う。
Mac OS以外のオペレーティングシステム (OS) でAFPを実装する場合、HFS、HFS Plus特有の情報をどのようにして保存するかが問題となる。Windows Server 2003迄のバージョンのSFM (Service for Macintosh) ではNTFSの代替データストリームを用いていたが、Windows Server 2008以降ではSFM自体が廃止されている。UNIX上でAFPを実装するnetatalkでは、.AppleDoubleという名称のディレクトリをつくり、この中にAppleDouble Header fileを保存する仕様である。データフォークのみを扱う実装も実在する。

## 歴史

### AFP 1.0
リリースされなかった。

### AFP 1.1/2.0
初期のClassic Mac OSでは、ネットワーク機能はAppleTalkと呼ばれる独自のプロトコル群を用いていた。これについては書籍「Inside AppleTalk」や「Inside Macintosh」に各種仕様が載っている。
AFP 1.1および2.0はこれに載っているプロトコルのひとつであった。この時点での正式名称はAppleTalk Filing Protocolである。

### AFP 2.1/2.2
AFP 2.1および2.2はAppleによるドキュメント「AppleTalk Filing Protocol 
Version 2.1 and 2.2」で仕様が公開されている。
AppleTalkとTCP/IPの両方をサポートする。AFP 2.1がAppleTalkベースであり、AFP 2.2がTCP/IPベースである。TCP上でAFPを使うためのData Stream Interface (DSI) の仕様もこの文書に載っている。
AFP 2.1では、サーバメッセージ (FPGetSrvrMsg)、ファイルID (FPCreateID, FPDeleteID, FPResolveID, FPExchangeFiles)、ファイル名検索 (FPCatSearch) といったコマンドが追加され、ファイルのアクセス権の概念が導入された。また、ユーザ認証方法 (UAM) として双方向乱数交換 (Two-Way Random Number Exchange) が導入された。
AFP 2.2ではTCP/IPのサポートのためにサーバ情報取得 (FPGetSrvrInfo)、ボリューム情報取得 (FPGetVolParms, FPOpenVOL) が拡張されている。

### AFP 2.3
AFP 2.3は、クライアントがスリープに入ることをサーバに通知するコマンド (FPZzzzz) が追加されたのみである。

### AFP 3.x
現在のAppleのドキュメントは、主にmacOSのためのAFP 3.xを解説している。
ついにAppleTalkのサポートがなくなり、TCP/IPベースのみとなった。AFPはApple Filing Protocolの略とされ、AppleTalkという名称が削除された格好である。
AFP 3.0では、UNIXスタイルのPOSIXパーミッションモデル、Unicodeファイル名 (AFPName) のサポートが追加され、最大共有数と最大ファイルサイズ（2GiB以上）が拡張された。
AFP 3.1では、ディレクトリリストの拡張 (FPEnumerateExt2)、サーバおよびクライアントのクラッシュへの対応、再接続への対応、ユーザ認証方法の追加 (Kerberos, DHX2,R econnect)、IPv6対応、Unicodeサーバ名等が追加されている。
AFP 3.2では、ACL対応 (FPAccess, FPGetACL, FPSetACL)、拡張属性 (FPGetExtAttr, FPListExtAttrs, FPRemoveExtAttr)、Time Machine対応 (FPSyncDir, FPSyncFork)、ファイル名の大文字小文字を区別する拡張 (kCaseSensitive) 等が追加された。
AFP 3.3では、サーバからの返答をキャッシュする機能 (AFP Replay Cache) が追加された。
AFP 3.4では、任意の名前の拡張属性が存在しなかった場合のエラーコードが変更されたのみである。

## OSI参照モデル
AppleTalkベースとTCP/IPベースの差異は、OSI参照モデルを適用すると理解しやすい。
AppleTalkの場合、AFP over ASP over ATP over DDPという構造となる。
TCP/IPの場合、AFP over DSI over TCP over IPという構造となる。つまりASPをDSIに置き換えることにより、AppleTalkとの差異を吸収した。DSIのデフォルトのポート番号は548であり、IANAではこのポートにafpovertcpというキーワードを与えている。ポート番号は変更することもできる。AppleTalkベースと区別するためにAFP over TCPと称する場合もある。

## ファイル名の扱い
AFPでは、3種類のファイル名を扱うことができる。
- Short Name（MS-DOS互換の8.3形式、AFP 1.1以降）
- Long Name（HFS互換の31バイト制限、AFP 1.1以降）
- AFPName（実質的に長さ制限なし、AFP 3.0以降）

Short NameとLong Nameは最初のAFP 1.1から定義されているが、現在Short Nameをサポートする実装は稀であろう。
Mac OS 9迄はファイル名に31バイトの制限があり、一般には「短いファイル名」と呼ばれているが、仕様上は「Long Name」であることに注意されたい。ファイル名に使われる文字コードはMac OSの言語によって異なる。日本語版のMac OS（或は漢字Talk）ではMacJapaneseが使われる。
macOSのためのAFP 3.xでは、AFPNameが使えるようになった。ファイル名に使われる文字コードはUnicodeであるため、さまざまな言語を混ぜて使うことができる。31バイトを越えることができるため、一般に「長いファイル名」と呼ばれるのはこれである。
ファイル名に使えない文字は制御文字NULLとコロン「:」の2文字である。
大文字小文字の区別は元々なかったが、AFP 3.2から区別する機能も追加された。

## 非公開コマンド
AFPでは各コマンドに番号を与えており、Appleのサイトで公開されている文書で確認できる。
Mac OS X v10.5以降は76という番号が振られたコマンドを発行するが、これはSpotlightのためのFPSpotlightRPCというコマンドであることだけが公開されている。Appleのプライベートなコマンドであり詳細は非公開である。

## AFPサーバのブラウジング
AFPサーバのブラウジングは、AFPとは別のプロトコルで行なわれる。
初期はAppleTalkのNBP (Name Binding Protocol) を用いて行なわれた。NBP over AppleTalkにてサーバを発見し、AFP over AppleTalkでファイル共有を実現したわけである。
その後、AFPがTCP/IPに移植されたため、NBPにてサーバを発見してからAFP over TCPで接続することが可能になった。
更にTCP/IPのポート427を用いるService Location Protocol (SLP) でブラウジングが可能となった。この時点でAppleTalkの必要性が薄らいだわけである。
Mac OS X v10.2以降ではBonjour (Zeroconf) が導入された。Mac OS X v10.5ではAppleTalkとSLPによるAFPサーバのブラウジング機能が削除され、Bonjourのみで可能となっている。
こうしたプロトコルの変更の結果、新しいMacから古いMacが発見できない、またはその逆といった問題が発生する。この場合はIPアドレスやhostnameを直接指定することで接続ができる。

## 実装例
- AppleShare - Classic Mac OS用の製品
- パーソナルファイル共有 - Classic Mac OSおよびmacOSの標準機能
- macOS Server - 標準機能
- Microsoft Windows Server - Service for Macintosh (SFM)
- NetWare
- PC MACLAN - ディアイティ社によるWindows用AFPサーバ/クライアント
- HELIOS UB+ (EtherShare) - HELIOS社によるファイル・プリントサーバ
- CAP (Columbia AppleTalk Package) - Unix系OS用オープンソースAppleTalkソフト
- netatalk - Unix系OS用オープンソースAFPサーバ
- afpfs-ng - Unix系OS用オープンソースAFPクライアント
- ExtremeZ-IP - Windows用AFPサーバ
- jaffer - JavaによるAFPサーバ

## 参照
1. ↑  “Introducing Apple File System - WWDC 2016 - Videos - Apple Developer”. web.archive.org (2016年8月17日). 2022年1月16日閲覧。
2. ↑  Mac OS 8 and 9: パーソナルファイル共有のユーザ制限
3. ↑  Time Machine Network Interface Specification (TMNIS)
4. ↑  “How to reserve Time Machine space on an APFS drive” (英語). Macworld. 2022年1月16日閲覧。
5. ↑  Inside AppleTalk Second Edition (pdf)
6. ↑  Inside Macintosh: Networking / Chapter 9 - AppleTalk Filing Protocol (AFP)
7. ↑  AppleTalk Filing Protocol Version 2.1 and 2.2 (pdf)
8. ↑  Apple Filing Protocol Programming Guide
9. ↑  Apple Filing Protocol Reference